# Aleshtar
Aleshtar (farsi الشتر) è il capoluogo dello shahrestān di Selseleh, circoscrizione Centrale, nella provincia del Lorestan. Aveva, nel 2006, una popolazione di 28.306 abitanti.